# Саймиште (лагерь смерти)
Саймиште (серб. Сајмиште) — нацистский лагерь смерти. Создан в декабре 1941 года на окраине Белграда в Независимом государстве Хорватия. За годы войны в этот лагерь попали около 100 тысяч человек, около 47 тысяч из которых были замучены и убиты. Из 8 тысяч заключённых евреев выжили только около 50 женщин.

## История
28 октября 1941 года нацистское правительство решило создать лагерь для еврейского населения Белграда и Баната в районе Земуна (Zemun или Semlin). Так как левый берег Савы принадлежал Независимому государству Хорватия, нацисты договорились с хорватским правительством о выделении территории для концлагеря, при условии, что надсмотрщиками будут назначаться немцы, но не сербы. 9 декабря 1941 года городские власти потребовали от еврейского населения явиться в полицию и сдать все ключи к домам и квартирам. До 15 декабря в лагере был собран 5 291 еврейский житель Белграда. К февралю 1942 года количество заключённых выросло до 7 000 человек.
Большинство заключённых концлагеря Саймиште были сербами, среди них было много цыган.
После массовых расстрелов летом/осенью 1941 года для защиты здоровья палачей было принято решение использовать газовые автомобили (т. н. «газваген») для уничтожения заключённых. Для этого были использованы грузовики марки Saurer длиной 5,8 м и шириной 1,8 м, в который нацисты загоняли до ста человек за один раз. Выхлопная труба грузовика была выведена внутрь автомобиля, и 15-минутной поездки хватало для того, чтобы отравить всех людей в грузовом отсеке.
До войны в Сербии жили около 16 тысяч евреев, из которых 10,4 тысячи жили в Белграде. Восемь тысяч из них было уничтожено в концлагере Саймиште.
В 1944 году, по ошибке, одна из бомб военно-воздушных сил Армии США, предназначенная близлежащей железнодорожной станции, попала в лагерь, убив 80 и ранив 170 заключённых.
21 апреля 1995 года на территории бывшего концлагеря был воздвигнут памятник погибшим узникам (на иллюстрации справа).